# Maria da Fé
Vous pouvez aider à l'améliorer ou bien discuter des problèmes sur sa page de discussion.
- Il ne cite pas suffisamment ses sources. Vous pouvez indiquer les passages à sourcer avec {{référence nécessaire}} ou {{Référence souhaitée}}, et inclure les références utiles en les liant aux notes de bas de page. (Marqué depuis avril 2024)
- Certaines informations devraient être mieux reliées aux sources mentionnées dans la bibliographie ou les liens externes. Améliorez sa vérifiabilité en les associant par des références. (Marqué depuis avril 2024)

- Archive Wikiwix
- Bing
- Cairn
- DuckDuckGo
- E. Universalis
- Gallica
- Google
- G. Books
- G. News
- G. Scholar
- Persée
- Qwant
- (zh) Baidu
- (ru) Yandex
- (wd) trouver des œuvres sur Wikidata

Maria da Fé, de son vrai nom Maria da Conceição Costa Gordo, (née à Porto le 25 mai 1945) est une chanteuse de fado portugaise.

## Biographie
Elle se met à chanter le fado assez tôt. Déjà à neuf ans elle participe dans sa ville natale à des fêtes et gagne des concours.
À dix-huit ans elle part à Lisbonne et obtient rapidement des contrats pour chanter dans les grandes maisons de fado puis au casino de Estoril.
Elle sort son premier disque en 1959, ce qui la fait connaître dans son pays. Vers 1963-64 elle commence ses expériences musicales en créant le pop-fado qui est critiqué par les traditionalistes mais permet de la rendre plus célèbre.
En 1967 elle rencontre le succès avec ses chansons Valeu a pena, Primeiro amor et 20 anos.
Elle est la muse du compositeur et fadiste José Luís Gordo qui lui dédie quelques compositions, et avec qui elle se marie en 1968. L'année suivante elle devient la première fadiste à participer au festival RTP de la chanson.
En 1975 elle inaugure avec son mari et António Mello Correia le restaurant Sr. Vinho, où le fado est une des attractions, dans la ligne de la vieille tradition des maisons de fado. Cette maison devient une place culturelle importante de Lisbonne.
Elle participe à un des films dans lesquels l'acteur américain Robert Wagner joue, en interprétant deux de ses plus grands succès, Cantarei até que a voz me doa et Portugal, meu amor, accompagnée par quatre instrumentistes.
Maria da Fé est une des rares artistes portugaises à amener le fado jusqu'au Brésil, se produisant de 1984 à 1987 dans les principales salles de spectacles de Rio de Janeiro et de São Paulo. Elle fait également parvenir le fado dans d'autres pays comme les États-Unis, la Belgique et l'Italie.

## Hommages
Le chanteur et compositeur brésilien Caetano Veloso lui rend hommage dans son album Língua Portuguesa.
En 2005 le ministère de la culture du Portugal lui attribue la médaille du mérite culturel en reconnaissance de sa carrière de plus de quarante ans. Elle reçoit également la croix du mérite de la croix rouge portugaise et la médaille d'or de la ville de Porto.
En 2006 Maria da Fé est distinguée du prix de la meilleure interprète féminine de 2006 par la fondation Amália Rodrigues.
En 2009 elle célèbre ses 50 ans de carrière. Le 25 juin elle se produit au Colisée de Lisbonne et reçoit sur scène la médaille de la ville de Lisbonne et une plaque d'argent de la société portugaise des auteurs.

### Citations
David Mourão-Ferreira, poète portugais, a écrit :

« Le Fado est Maria da Fé. »

Ary dos Santos, autre poète, a dit :

« Non par droit mais par talent, Maria da Fé est la vérité du Fado. »

« Maria da Fé, où le fado est le plus fado. »

Vasco de Lima Couto, également poète :

« Au nord tu ouvris la voix
Au Sud tu la trouvas dans le fado
À qui tu te donnas de tout ton corps »

## Discographie
Sa discographie compte trente LPs et vingt CD. Sa voix est présente dans la plupart des compilations de fado. Elle a autour de 450 enregistrements. Elle a vendu plus de 350 000 exemplaires de l'album Cantarei até que a Voz me Doa (titre de la chanson phare de son mari).
Parmi ses albums on peut noter :
- Valeu a Pena,
- Primeiro Amor,
- Fado Errado,
- Vento do Norte,
- Obrigado,
- Cantarei Até que a Voz me Doa,
- É Mentira,
- Divino Fado